# Rundweg ums Zwischenahner Meer
Der Rundweg ums Zwischenahner Meer ist ein Rundweg von etwa 13 Kilometern Länge, der um das Zwischenahner Meer im niedersächsischen Landkreis Ammerland herumführt. Ausgehend vom Kurpark in Bad Zwischenahn erreicht man nach etwa der Hälfte der Strecke Dreibergen im Norden, von wo aus es möglich ist, mit den Schiffen der Weißen Flotte zurückzufahren. Da sich große Teile des Ufers in Privatbesitz befinden, führt der Weg nur selten direkt am Wasser entlang. Besonders an Sonn- und Feiertagen wird der Weg stark genutzt.